# Брюстър Кейл
Брюстър Лъртън Кейл (на английски: Brewster Lurton Kahle) е американски компютърен инженер, интернет предприемач, интернет активист, защитник на универсалния достъп до всички знания и цифров библиотекар. Той е основател на Internet Archive и Alexa Internet.

## Биография
Брюстър Кейл е роден на 22 октомври 1960 г. в Ню Йорк, САЩ. Завършва Масачузетския технологичен институт (MIT) през 1982 г. като бакалавър на науките в областта на изкуствения интелект и компютърните мрежи. От 1983 г. работи в компанията Thinking Machines. През 1989 г. става един от създателите на тъсещата система WAIS (през 1995 г. продадена на AOL за 13 млн. щ.д.), а през 1996 г. заедно с Брус Джилиат създава компанията Alexa Internet (която през 1999 г. е продадена на Amazon.com за 250 млн. щ.д.)
Още като студент в началото на 1980-те г. Брюстър Кейл обмисля да създаде това, което той нарича дигитална версия на легендарната древноегипетска Александрийска библиотека, и се втурва към смелите си експерименти. Първата задача, която Брюстър Кейл си поставя, е да съхрани всичко от публичния домейн в интернет. На 36 години (през 1996 г.) създава организацията с нестопанска цел Internet Archive. Целта му е да създаде общодостъпен цифров архив на всички книги, на всички музикални записи и кинофилми, създадени от човечеството. През 2005 г. Кейл е избран за член на Американската академия за изкуства и науки. През 2012 г. е въведен в Зала на славата в интернет. Член е на Националната фондация за наука .
Кейл е женен за Мери Остин, двойката има двама сина – Каслон и Логан.